# Пилипо-Олександрівська сільська рада
Пили́по-Олекса́ндрівська сільська́ ра́да — адміністративно-територіальна одиниця та орган місцевого самоврядування в Віньковецькому районі Хмельницької області. Адміністративний центр — село Пилипи-Олександрівські.

## Загальні відомості
Пилипо-Олександрівська сільська рада утворена в 1989 році.
- Територія ради: 16,491 км²
- Населення ради: 953 особи (станом на 2001 рік)

## Населені пункти
Сільській раді підпорядковані населені пункти:
- с. Пилипи-Олександрівські

## Склад ради
Рада складається з 14 депутатів та голови.
- Голова ради: Касапа Віктор Петрович
- Секретар ради: Бриндак Ніна Олексіївна

### Керівний склад попередніх скликань
| Прізвище, ім'я, по батькові | Основні відомості                                                         | Дата обрання | Дата звільнення |
| --------------------------- | ------------------------------------------------------------------------- | ------------ | --------------- |
| Касапа Віктор Петрович      | Сільський голова, 1962 року народження, освіта вища                       | 26.03.2006   | 31.10.2010      |
| Касапа Віктор Петрович      | Сільський голова, 1962 року народження, освіта вища, член Партії регіонів | 31.10.2010   |                 |

Примітка: таблиця складена за даними сайту Верховної Ради України

### Депутати
За результатами місцевих виборів 2010 року депутатами ради стали:

#### За суб'єктами висування
| Суб'єкт висування               | Кількість обраних депутатів | %    |
| ------------------------------- | --------------------------- | ---- |
| Єдиний Центр                    | 5                           | 35,7 |
| Партія регіонів                 | 3                           | 21,4 |
| Комуністична партія України     | 2                           | 14,3 |
| Народна партія                  | 2                           | 14,3 |
| Політична партія «Наша Україна» | 1                           | 7,1  |
| Соціалістична партія України    | 1                           | 7,1  |

#### За округами
| № округу                        | Прізвище, ім'я, по батькові      | Дата визнання обраним | Освіта             | Партійна приналежність                | Відомості про обраного депутата                                    |
| ------------------------------- | -------------------------------- | --------------------- | ------------------ | ------------------------------------- | ------------------------------------------------------------------ |
| Єдиний Центр                    |                                  |                       |                    |                                       |                                                                    |
| 1                               | Бриндак Ніна Олексіївна          | 04.11.2010            | вища               | позапартійна                          | Пилипо-Олександрівська сільська рада, секретар виконкому           |
| 2                               | Руда Галина Вікторівна           | 04.11.2010            | середня спеціальна | позапартійна                          | Сільський будинок культури, директор                               |
| 3                               | Поплавська Галина Іванівна       | 04.11.2010            | середня спеціальна | позапартійна                          | тимчасово не працює                                                |
| 6                               | Кабась Наталія Василівна         | 04.11.2010            | вища               | член Єдиного Центру                   | Пилипо-Олександрівська загальноосвітня школа, вчитель              |
| 7                               | Касапа Галина Дмитрівна          | 04.11.2010            | вища               | член Єдиного Центру                   | Пилипо-Олександрівська загальноосвітня школа, вчитель              |
| Комуністична партія України     |                                  |                       |                    |                                       |                                                                    |
| 5                               | Надобко Василь Володимирович     | 04.11.2010            | середня спеціальна | позапартійний                         | пенсіонер                                                          |
| 8                               | Сікорський Василь Григорович     | 04.11.2010            | вища               | позапартійний                         | пенсіонер                                                          |
| Народна Партія                  |                                  |                       |                    |                                       |                                                                    |
| 9                               | Пазюк Майя Михайлівна            | 04.11.2010            | середня спеціальна | позапартійна                          | Пилипо-Олександрівська сільська рада, касир                        |
| 14                              | Колісник Віра Петрівна           | 04.11.2010            | середня спеціальна | член Народної партії                  | Відділ зв'язку, листоноша                                          |
| Партія регіонів                 |                                  |                       |                    |                                       |                                                                    |
| 4                               | Кабась Михайло Григорович        | 04.11.2010            | середня спеціальна | член Партії регіонів                  | пенсіонер                                                          |
| 12                              | Руда Алла Володимирівна          | 04.11.2010            | вища               | позапартійна                          | Пилипо-Олександрівська загальноосвітня школа, вчитель              |
| 13                              | Атаманюк Валентина Володимирівна | 04.11.2010            | вища               | позапартійна                          | тимчасово не працює                                                |
| Політична партія «Наша Україна» |                                  |                       |                    |                                       |                                                                    |
| 10                              | Кухарська Тетяна Василівна       | 04.11.2010            | середня спеціальна | член Політичної партії «Наша Україна» | Сільська бібліотека музей с. Пилипи — Олександрівські, завідувачка |
| Соціалістична партія України    |                                  |                       |                    |                                       |                                                                    |
| 11                              | Степчук Тетяна Василівна         | 04.11.2010            | середня            | позапартійна                          | пенсіонер                                                          |